# 門登 (伊利諾伊州)
門登（英語：Mendon）是位於美國伊利諾伊州亞當斯縣的一個村落。

## 地理
門登的座標為40°05′18″N 91°17′04″W / 40.08833°N 91.28444°W，而該地最高點為海拔高度233米（即764英尺）。

## 人口
根據2010年美國人口普查的數據，門登的面積為2.20平方千米，均為陸地。當地共有人口953人，而人口密度為每平方千米433人。